# Jakobus der Jüngere (Gemälde von El Greco)
Jakobus der Jüngere ist ein Gemälde des spanisch-griechischen Malers El Greco.
Das Porträt des Sankt Jakobus gehörte zu einer Reihe von Gemälden, die „Apostolados“ („Apostel“) genannt werden. El Greco malte mehrfach Porträts der Apostel und von Jesus Christus. Alle Bilder hatten die gleichen Formate und waren dazu bestimmt, im selben Raum gezeigt zu werden. Sechs der zwölf Apostelbilder hängen auf der rechten Seite, Christus in der Mitte, die anderen sechs Apostel auf der linken Seite.
Nur zwei Serien von Apostolados sind erhalten, eine von ihnen in der Sakristei der Kathedrale in Toledo, die andere im Museo del Greco.